# Mario Pardo Acuña
Mario Esteban Pardo Acuña (Chile, 13 de mayo de 1988) es un futbolista chileno. Juega de defensa.

## Clubes
| Club               | País  | Año       |
| ------------------ | ----- | --------- |
| Deportes La Serena | Chile | 2005-2012 |
| Unión La Calera    | Chile | 2013      |
| Deportes La Serena | Chile | 2014      |
| AC Barnechea       | Chile | 2014-2015 |
| Deportes Temuco    | Chile | 2015-2016 |
| San Antonio Unido  | Chile | 2016-2017 |
| Deportes Iberia    | Chile | 2017-2018 |
| Coquimbo Unido     | Chile | 2018      |
| Deportes Melipilla | Chile | 2019      |
| Cobresal           | Chile | 2020-2021 |
| Deportes Iquique   | Chile | 2022      |
| Deportes Linares   | Chile | 2023      |

## Palmarés

### Campeonatos nacionales
| Título    | Club            | País  | Año     |
| --------- | --------------- | ----- | ------- |
| Primera B | Deportes Temuco | Chile | 2015-16 |
| Primera B | Coquimbo Unido  | Chile | 2018    |